# وستنجهاوس البريطانية
وستنجهاوس البريطانية للكهرباء والصناعة، هي فرع شركة وستنجهاوس الأمريكية اللتي أسسها المخترع ورائد الأعمال جورج وستنجهاوس، سجلت في 10 يوليو عام 1889 وحصلت على حقوق مؤكدة للمملكة المتحدة ومستعمراتها وومتلكاتها وتبعياتها بإستثناء أمريكا الشمالية، من شركتي وستنجهاوس للكهرباء والصناعة (الشركة الأم) و آلات وستنجهاوس في الولايات المتحدة ثم حصلت الشركة منذ ذلك الحين على الحق في تمديد مبيعاتها في أمريكا الجنوبية.

## 1890
رغم أن وستنجهاوس وصلت متاخرة على الساحة البريطانية لكنها قامت بخطوة واحدة مع محطة سردينيا للطاقة.

## 1899
كان يقع مقر الشركة في ترافورد بارك مانشستر من 10 يوليو 1899 حتى 8 سبتمبر 1919 ،كانت طموحات جورج وستنجهاوس لصالح شركته البريطانية تثبت أنها أكبر مما يحتاجه السوق ولم يعمل المصنع الكبير في ترافورد بارك بكامل طاقته حتى بدأت الحرب العالمية الأولى.

## 1900
تم توريد 3 محركات لكل من محطة شور رود للطاقة الكهربائية ونفق ميرسي للسكك الحديدية
منح قانون السلطة العام شركة طومسون هيوستن البريطانية شركة وستنجهاوس البريطانية الفوز بعقود جديدة لتغذية مناطق واسعة من البلاد بالتيار الكهربائي.
حتى 1900 كل الماكينات اللتي تم استيرادها من قبل الشركة كانت مصنوعة في الولايات المتحدة الأمريكية لان مصنع ترافورد بارك كان قيد الإنشاء إضافة إلى انه متاخر عن الجدول.

## 1902
بدأ التصنيع في مصنع ترافورد بارك وعكست المنافسة بين طوموسن هيوستن البريطانية ووستنجهاوس البريطانية ذلك بين الشركات الام جينيرال إليكتريك ووستنجهاوس في الولايات المتحدة.
يوصف مصنع وستنجهاوس في مانشستر باحتوائه على 9 بنايات بمساحة 55 فدان

## 1903
الفوز بتعاقد كهرباء سكك ميتروبوليتان يتضمن القطارات متعددة الوحدات والقاطرات.

## المنتجات
تشمل المنتجات محركات الغاز، المحركات البخارية، المولدات الكهربائية، المحولات، المفاتيح الكهربائية، العدادات، المحركات، معدات التحكم.